# Pallasovsky (huyện)
Huyện Pallasovsky (tiếng Nga: ? райо́н) là một huyện hành chính tự quản (raion), của Tỉnh Volgograd, Nga. Huyện có diện tích 12361 km², dân số thời điểm ngày 1 tháng 1 năm 2000 là 49300 người. Trung tâm của huyện đóng ở Pallasovka.